# Список населённых пунктов Плюсского района

## Городские населённые пункты
- Посёлок городского типа (рабочий посёлок) Плюсса —  4100 человек (XII. 2000 г.)[1], 3856 человека (X. 2002 г.), 3450 человек (X. 2010 г.)[2], 3129 человек (I. 2013 г.)[3] —  городское поселение «Плюсса».
- Посёлок городского типа (рабочий посёлок) Заплюсье —  1642 человека (XII. 2000 г.)[1], 1393 человек (X. 2002 г.), 1096 человек (X. 2010 г.)[2], 1058 человек (I. 2013 г.)[3] —  городское поселение «Заплюсье».

## Сельские населённые пункты
Ниже представлен сортируемый (по столбцам) список сельских населённых пунктов Плюсского района Псковской области, распределённых по муниципальным образованиям (сельским поселениям— волостям) с оценками численности населения сельских населённых пунктов на конец 2000 года и по переписи населения 2002 года.
| #   | #  | деревня           | 2000 г., чел. | 2002 г., чел. | муниципальное образование | бывшее МО (до 2005/2010 гг.) | бывшее МО (2011-2015 гг.) |
| --- | -- | ----------------- | ------------- | ------------- | ------------------------- | ---------------------------- | ------------------------- |
|     | 1  | Заплюсье, пгт     | 1642          | 1393          | Заплюсье                  | Запольская волость           | Запольская волость        |
| 1   | 2  | Андромер          | 435           | 358           | Заплюсье                  | Запольская волость           | Запольская волость        |
| 2   | 3  | Большие Льзи      | 18            | 13            | Заплюсье                  | Запольская волость           | Запольская волость        |
| 3   | 4  | Григорьевка       | 0             | 0             | Заплюсье                  | Запольская волость           | Запольская волость        |
| 4   | 5  | Дуброво           | 8             | 6             | Заплюсье                  | Запольская волость           | Запольская волость        |
| 5   | 6  | Дуплёво           | 2             | 1             | Заплюсье                  | Запольская волость           | Запольская волость        |
| 6   | 7  | Замошье           | 8             | 2             | Заплюсье                  | Запольская волость           | Запольская волость        |
| 7   | 8  | Запесенье         | 45            | 30            | Заплюсье                  | Запольская волость           | Запольская волость        |
| 8   | 9  | Заплюсье          | 62            | 33            | Заплюсье                  | Запольская волость           | Запольская волость        |
| 9   | 10 | Заполье           | 607           | 529           | Заплюсье                  | Запольская волость           | Запольская волость        |
| 10  | 11 | Заречье           | 4             | 3             | Заплюсье                  | Запольская волость           | Запольская волость        |
| 11  | 12 | Звягино           | 9             | 8             | Заплюсье                  | Запольская волость           | Запольская волость        |
| 12  | 13 | Ивановск          | 12            | 11            | Заплюсье                  | Запольская волость           | Запольская волость        |
| 13  | 14 | Ивановское        | 2             | 1             | Заплюсье                  | Запольская волость           | Запольская волость        |
| 14  | 15 | Любенск           | 52            | 32            | Заплюсье                  | Запольская волость           | Запольская волость        |
| 15  | 16 | Малые Льзи        | 16            | 11            | Заплюсье                  | Запольская волость           | Запольская волость        |
| 16  | 17 | Остров            | 37            | 30            | Заплюсье                  | Запольская волость           | Запольская волость        |
| 17  | 18 | Полосы            | 29            | 20            | Заплюсье                  | Запольская волость           | Запольская волость        |
| 18  | 19 | Староверский Луг  | 58            | 44            | Заплюсье                  | Запольская волость           | Запольская волость        |
| 19  | 20 | Шерёги            | 16            | 13            | Заплюсье                  | Запольская волость           | Запольская волость        |
| 20  | 1  | Алёксино          | 34            | 33            | Лядская волость           | Заянская волость             | Лядская волость           |
| 21  | 2  | Бере́зицы          | 48            | 46            | Лядская волость           | Лядская волость              | Лядская волость           |
| 22  | 3  | Берёзно           | 22            | 23            | Лядская волость           | Заянская волость             | Лядская волость           |
| 23  | 4  | Бешково           | 3             | 2             | Лядская волость           | Лосицкая волость             | Лядская волость           |
| 24  | 5  | Больши́е Боло́та    | 2             | 0             | Лядская волость           | Заянская волость             | Лядская волость           |
| 25  | 6  | Большие Житковицы | 7             | 8             | Лядская волость           | Лядская волость              | Лядская волость           |
| 26  | 7  | Большо́е Го́лубско  | 3             | 2             | Лядская волость           | Лядская волость              | Лядская волость           |
| 27  | 8  | Бор               | 6             | 15            | Лядская волость           | Заянская волость             | Лядская волость           |
| 28  | 9  | Васи́льевско       | 6             | 6             | Лядская волость           | Заянская волость             | Лядская волость           |
| 29  | 10 | Вешень            | 2             | 8             | Лядская волость           | Лядская волость              | Лядская волость           |
| 30  | 11 | Воронино          | 19            | 14            | Лядская волость           | Лосицкая волость             | Лядская волость           |
| 31  | 12 | Выползово         | 0             | 0             | Лядская волость           | Лядская волость              | Лядская волость           |
| 32  | 13 | Высоково          | 26            | 11            | Лядская волость           | Лядская волость              | Лядская волость           |
| 33  | 14 | Глебова Горка     | 4             | 0             | Лядская волость           | Лядская волость              | Лядская волость           |
| 34  | 15 | Гнезди́лова Гора́   | 5             | 14            | Лядская волость           | Заянская волость             | Лядская волость           |
| 35  | 16 | Горбово           | 10            | 7             | Лядская волость           | Лядская волость              | Лядская волость           |
| 36  | 17 | Го́рка             | 17            | 14            | Лядская волость           | Заянская волость             | Лядская волость           |
| 37  | 18 | Дворец            | 0             | 8             | Лядская волость           | Лядская волость              | Лядская волость           |
| 38  | 19 | Де́тково           | 17            | 20            | Лядская волость           | Заянская волость             | Лядская волость           |
| 39  | 20 | Дряжно            | 21            | 11            | Лядская волость           | Лосицкая волость             | Лядская волость           |
| 40  | 21 | Заборовка         | 2             | 0             | Лядская волость           | Лосицкая волость             | Лядская волость           |
| 41  | 22 | Заво́д             | 5             | 3             | Лядская волость           | Заянская волость             | Лядская волость           |
| 42  | 23 | Заозе́рье          | 10            | 6             | Лядская волость           | Лосицкая волость             | Лядская волость           |
| 43  | 24 | Заозе́рье          | 9             | 13            | Лядская волость           | Заянская волость             | Лядская волость           |
| 44  | 25 | Зару́денье         | 223           | 174           | Лядская волость           | Лядская волость              | Лядская волость           |
| 45  | 26 | Зая́нье            | 369           | 311           | Лядская волость           | Заянская волость             | Лядская волость           |
| 46  | 27 | И́гомель           | 254           | 240           | Лядская волость           | Лядская волость              | Лядская волость           |
| 47  | 28 | Каменка           | 7             | 8             | Лядская волость           | Лосицкая волость             | Лядская волость           |
| 48  | 29 | Комаро́во          | 13            | 12            | Лядская волость           | Лядская волость              | Лядская волость           |
| 49  | 30 | Корпово           | 7             | 5             | Лядская волость           | Лосицкая волость             | Лядская волость           |
| 50  | 31 | Котоши            | 27            | 34            | Лядская волость           | Лосицкая волость             | Лядская волость           |
| 51  | 32 | Кти́ны             | 10            | 8             | Лядская волость           | Заянская волость             | Лядская волость           |
| 52  | 33 | Ло́сицы            | 135           | 143           | Лядская волость           | Лосицкая волость             | Лядская волость           |
| 53  | 34 | Лотохо́во          | 5             | 5             | Лядская волость           | Заянская волость             | Лядская волость           |
| 54  | 35 | Луг               | 1             | 0             | Лядская волость           | Заянская волость             | Лядская волость           |
| 55  | 36 | Люблево           | 10            | 12            | Лядская волость           | Лосицкая волость             | Лядская волость           |
| 56  | 37 | Ляди́нки           | 3             | 4             | Лядская волость           | Лядская волость              | Лядская волость           |
| 57  | 38 | Ля́ды, село        | 1174          | 1031          | Лядская волость           | Лядская волость              | Лядская волость           |
| 58  | 39 | Ма́лое Го́лубско    | 9             | 10            | Лядская волость           | Лядская волость              | Лядская волость           |
| 59  | 40 | Малые Житковицы   | 7             | 4             | Лядская волость           | Лядская волость              | Лядская волость           |
| 60  | 41 | Ма́рьинско         | 28            | 33            | Лядская волость           | Заянская волость             | Лядская волость           |
| 61  | 42 | Межни́к            | 12            | 12            | Лядская волость           | Заянская волость             | Лядская волость           |
| 62  | 43 | Межни́к            | 2             | 8             | Лядская волость           | Лосицкая волость             | Лядская волость           |
| 63  | 44 | Мы́шка             | 4             | 2             | Лядская волость           | Заянская волость             | Лядская волость           |
| 64  | 45 | Новопо́лье         | 18            | 14            | Лядская волость           | Заянская волость             | Лядская волость           |
| 65  | 46 | Новосе́лье         | 192           | 176           | Лядская волость           | Лосицкая волость             | Лядская волость           |
| 66  | 47 | О́реховно          | 150           | 127           | Лядская волость           | Лядская волость              | Лядская волость           |
| 67  | 48 | Палицы            | 11            | 9             | Лядская волость           | Лосицкая волость             | Лядская волость           |
| 68  | 49 | Пеле́ши            | 34            | 19            | Лядская волость           | Лосицкая волость             | Лядская волость           |
| 69  | 50 | Пелешок           | 1             | 1             | Лядская волость           | Лядская волость              | Лядская волость           |
| 70  | 51 | Перёдкино         | 18            | 13            | Лядская волость           | Заянская волость             | Лядская волость           |
| 71  | 52 | Пестка            | 0             | 7             | Лядская волость           | Лосицкая волость             | Лядская волость           |
| 72  | 53 | Полуяково         | 1             | 6             | Лядская волость           | Лядская волость              | Лядская волость           |
| 73  | 54 | Поча́п             | 46            | 47            | Лядская волость           | Лядская волость              | Лядская волость           |
| 74  | 55 | Пыщерово          | 0             | 3             | Лядская волость           | Лосицкая волость             | Лядская волость           |
| 75  | 56 | Ра́долицы          | 17            | 21            | Лядская волость           | Заянская волость             | Лядская волость           |
| 76  | 57 | Ржевка            | 2             | 0             | Лядская волость           | Лосицкая волость             | Лядская волость           |
| 77  | 58 | Рудно             | 28            | 13            | Лядская волость           | Лядская волость              | Лядская волость           |
| 78  | 59 | Ря́синец           | 6             | 5             | Лядская волость           | Заянская волость             | Лядская волость           |
| 79  | 60 | Се́глицы           | 4             | 4             | Лядская волость           | Заянская волость             | Лядская волость           |
| 80  | 61 | Се́рбино           | 26            | 24            | Лядская волость           | Заянская волость             | Лядская волость           |
| 81  | 62 | Струйско          | 2             | 2             | Лядская волость           | Лядская волость              | Лядская волость           |
| 82  | 63 | Супо́р             | 3             | 9             | Лядская волость           | Заянская волость             | Лядская волость           |
| 83  | 64 | Тросно            | 1             | 7             | Лядская волость           | Лосицкая волость             | Лядская волость           |
| 84  | 65 | Турец             | 17            | 15            | Лядская волость           | Лосицкая волость             | Лядская волость           |
|     | 1  | Плюсса, пгт       | 4100          | 3856          | Плюсса                    | Плюсса                       | Плюсса                    |
| 85  | 2  | Бабачи            | 7             | 12            | Плюсса                    | Плюсская волость             | Плюсская волость          |
| 86  | 3  | Большое Захонье   | 47            | 37            | Плюсса                    | Должицкая волость            | Плюсская волость          |
| 87  | 4  | Большой Лужок     | 2             | 2             | Плюсса                    | Плюсская волость             | Плюсская волость          |
| 88  | 5  | Бори              | 15            | 16            | Плюсса                    | Нежадовская волость          | Плюсская волость          |
| 89  | 6  | Бутырьки          | 28            | 14            | Плюсса                    | Плюсская волость             | Плюсская волость          |
| 90  | 7  | Быково            | 0             | 0             | Плюсса                    | Должицкая волость            | Плюсская волость          |
| 91  | 8  | Вир               | 6             | 6             | Плюсса                    | Нежадовская волость          | Плюсская волость          |
| 92  | 9  | Волково           | 4             | 3             | Плюсса                    | Должицкая волость            | Плюсская волость          |
| 93  | 10 | Волосово          | 7             | 4             | Плюсса                    | Плюсская волость             | Плюсская волость          |
| 94  | 11 | Вяжище-1          | 21            | 29            | Плюсса                    | Нежадовская волость          | Плюсская волость          |
| 95  | 12 | Вяжище-2          | 2             | 4             | Плюсса                    | Нежадовская волость          | Плюсская волость          |
| 96  | 13 | Вязка             | 5             | 4             | Плюсса                    | Должицкая волость            | Плюсская волость          |
| 97  | 14 | Вялки             | 3             | 0             | Плюсса                    | Плюсская волость             | Плюсская волость          |
| 98  | 15 | Городони          | 0             | 0             | Плюсса                    | Плюсская волость             | Плюсская волость          |
| 99  | 16 | Гривцево          | 79            | 66            | Плюсса                    | Плюсская волость             | Плюсская волость          |
| 100 | 17 | Грязково          | 14            | 20            | Плюсса                    | Нежадовская волость          | Плюсская волость          |
| 101 | 18 | Демьяново         | 6             | 4             | Плюсса                    | Плюсская волость             | Плюсская волость          |
| 102 | 19 | Должицы           | 326           | 282           | Плюсса                    | Должицкая волость            | Плюсская волость          |
| 103 | 20 | Дубок             | 1             | 2             | Плюсса                    | Плюсская волость             | Плюсская волость          |
| 104 | 21 | Дубровка          | 11            | 9             | Плюсса                    | Должицкая волость            | Плюсская волость          |
| 105 | 22 | Загромотье        | 5             | 9             | Плюсса                    | Должицкая волость            | Плюсская волость          |
| 106 | 23 | Заозерье          | 17            | 26            | Плюсса                    | Нежадовская волость          | Плюсская волость          |
| 107 | 24 | Заполье           | 18            | 25            | Плюсса                    | Нежадовская волость          | Плюсская волость          |
| 108 | 25 | Звягино           | 8             | 7             | Плюсса                    | Нежадовская волость          | Плюсская волость          |
| 109 | 26 | Зеленско          | 3             | 6             | Плюсса                    | Должицкая волость            | Плюсская волость          |
| 110 | 27 | Клинки            | 17            | 7             | Плюсса                    | Нежадовская волость          | Плюсская волость          |
| 111 | 28 | Козлово           | 0             | 0             | Плюсса                    | Должицкая волость            | Плюсская волость          |
| 112 | 29 | Кондратово        | 22            | 25            | Плюсса                    | Нежадовская волость          | Плюсская волость          |
| 113 | 30 | Которск           | 54            | 41            | Плюсса                    | Плюсская волость             | Плюсская волость          |
| 114 | 31 | Кошелевицы        | 371           | 347           | Плюсса                    | Плюсская волость             | Плюсская волость          |
| 115 | 32 | Крошново          | 46            | 30            | Плюсса                    | Плюсская волость             | Плюсская волость          |
| 116 | 33 | Кулотино          | 0             | 1             | Плюсса                    | Плюсская волость             | Плюсская волость          |
| 117 | 34 | Курея             | 243           | 204           | Плюсса                    | Плюсская волость             | Плюсская волость          |
| 118 | 35 | Курино            | 4             | 2             | Плюсса                    | Плюсская волость             | Плюсская волость          |
| 119 | 36 | Лешевицы          | 4             | 5             | Плюсса                    | Плюсская волость             | Плюсская волость          |
| 120 | 37 | Лышницы           | 63            | 70            | Плюсса                    | Нежадовская волость          | Плюсская волость          |
| 121 | 38 | Лющик             | 89            | 105           | Плюсса                    | Плюсская волость             | Плюсская волость          |
| 122 | 39 | Лядинки           | 1             | 4             | Плюсса                    | Нежадовская волость          | Плюсская волость          |
| 123 | 40 | Лямцево           | 93            | 78            | Плюсса                    | Плюсская волость             | Плюсская волость          |
| 124 | 41 | Малое Захонье     | 7             | 9             | Плюсса                    | Плюсская волость             | Плюсская волость          |
| 125 | 42 | Малый Лужок       | 13            | 0             | Плюсса                    | Плюсская волость             | Плюсская волость          |
| 126 | 43 | Манкошев Луг      | 35            | 34            | Плюсса                    | Плюсская волость             | Плюсская волость          |
| 127 | 44 | Модолицы          | 41            | 46            | Плюсса                    | Плюсская волость             | Плюсская волость          |
| 128 | 45 | Нежадово          | 257           | 258           | Плюсса                    | Нежадовская волость          | Плюсская волость          |
| 129 | 46 | Обрядиха          | 2             | 5             | Плюсса                    | Должицкая волость            | Плюсская волость          |
| 130 | 47 | Овинец            | 6             | 7             | Плюсса                    | Должицкая волость            | Плюсская волость          |
| 131 | 48 | Окрино            | 4             | 4             | Плюсса                    | Плюсская волость             | Плюсская волость          |
| 132 | 49 | Петрилово         | 47            | 39            | Плюсса                    | Плюсская волость             | Плюсская волость          |
| 133 | 50 | Погорелово        | 128           | 94            | Плюсса                    | Плюсская волость             | Плюсская волость          |
| 134 | 51 | Погребище         | 54            | 44            | Плюсса                    | Должицкая волость            | Плюсская волость          |
| 135 | 52 | Посолодино        | 29            | 32            | Плюсса                    | Должицкая волость            | Плюсская волость          |
| 136 | 53 | Пряслино          | 21            | 12            | Плюсса                    | Плюсская волость             | Плюсская волость          |
| 137 | 54 | Радовье           | 4             | 0             | Плюсса                    | Должицкая волость            | Плюсская волость          |
| 138 | 55 | Расскосы          | 3             | 4             | Плюсса                    | Плюсская волость             | Плюсская волость          |
| 139 | 56 | Ренек             | 1             | 2             | Плюсса                    | Нежадовская волость          | Плюсская волость          |
| 140 | 57 | Ретени            | 10            | 8             | Плюсса                    | Плюсская волость             | Плюсская волость          |
| 141 | 58 | Ровницы           | 8             | 8             | Плюсса                    | Нежадовская волость          | Плюсская волость          |
| 142 | 59 | Самохвалово       | 2             | 4             | Плюсса                    | Нежадовская волость          | Плюсская волость          |
| 143 | 60 | Симоново          | 23            | 16            | Плюсса                    | Плюсская волость             | Плюсская волость          |
| 144 | 61 | Стаи              | 0             | 0             | Плюсса                    | Нежадовская волость          | Плюсская волость          |
| 145 | 62 | Сутыли            | 16            | 12            | Плюсса                    | Должицкая волость            | Плюсская волость          |
| 146 | 63 | Терешинка         | 19            | 20            | Плюсса                    | Должицкая волость            | Плюсская волость          |
| 147 | 64 | Толошницы         | 10            | 18            | Плюсса                    | Нежадовская волость          | Плюсская волость          |
| 148 | 65 | Трошково          | 0             | 5             | Плюсса                    | Нежадовская волость          | Плюсская волость          |
| 149 | 66 | Тушитово          | 180           | 160           | Плюсса                    | Плюсская волость             | Плюсская волость          |
| 150 | 67 | Усконицы          | 15            | 11            | Плюсса                    | Плюсская волость             | Плюсская волость          |
| 151 | 68 | Утичье            | 19            | 16            | Плюсса                    | Нежадовская волость          | Плюсская волость          |
| 152 | 69 | Ясновик           | 0             | 0             | Плюсса                    | Плюсская волость             | Плюсская волость          |